# Soiuz 30
Soiuz 30 (rus: Союз 30, Unió 30) va ser un vol espacial tripulat de la Unió Soviètica en 1978 a l'estació espacial Saliut 6. Va ser la sisena missió i el cinquè acoblament amb èxit a l'estructura orbitadora. La tripulació del Soiuz 30 va ser la primera a visitar la tripulació resident de llarga duració que van arribar amb la Soiuz 29.
Soiuz 30 va transportar Piotr Klimuk i Mirosław Hermaszewski, el primer cosmonauta polonès, a l'espai.

## Tripulació
| Posició                   | Cosmonauta                                         | Cosmonauta                                         |
| ------------------------- | -------------------------------------------------- | -------------------------------------------------- |
| Comandant                 | Piotr Klimuk EP-3 Tercer vol espacial              | Piotr Klimuk EP-3 Tercer vol espacial              |
| Cosmonauta d'investigació | Mirosław Hermaszewski, IK EP-3 Primer vol espacial | Mirosław Hermaszewski, IK EP-3 Primer vol espacial |

### Tripulació de reserva
| Posició         | Cosmonauta          | Cosmonauta          |
| --------------- | ------------------- | ------------------- |
| Comandant       | Valeri Kubàssov     | Valeri Kubàssov     |
| Enginyer de vol | Zenon Jankowski, IK | Zenon Jankowski, IK |

## Paràmetres de la missió
- Massa: 6800 kg
- Perigeu: 197,6 km
- Apogeu: 261,3 km
- Inclinació: 51,66°
- Període: 88,83 minuts